# CoLinux
coLinux (от англ. cooperative Linux) — технология, позволяющая запускать операционную систему Linux на ОС Microsoft Windows XP и новее. coLinux использует модифицированный Linux и специальный 32-битный драйвер Windows для отображения системных вызовов Linux в вызовы Windows — именно по этой причине coLinux работает только на 32-битных ОС и не может работать на 64-битных. Память приложения используется как системная память операционной системы.
Эта технология предоставляет возможность запускать один или несколько экземпляров Linux в среде Windows без потери скорости (в отличие от использования полной эмуляции процессора — как, например, в QEMU или Bochs). Для пользователя экземпляры выглядят как запущенные на другом компьютере и доступны по сети.
coLinux может быть использован для обучения Linux, выполнения Linux-приложений на компьютерах, где требуется наличие Windows, для запуска дополнительных серверов или для повышения безопасности.
Приложения Linux выполняются без перекомпиляции и каких-либо изменений.